# North Town

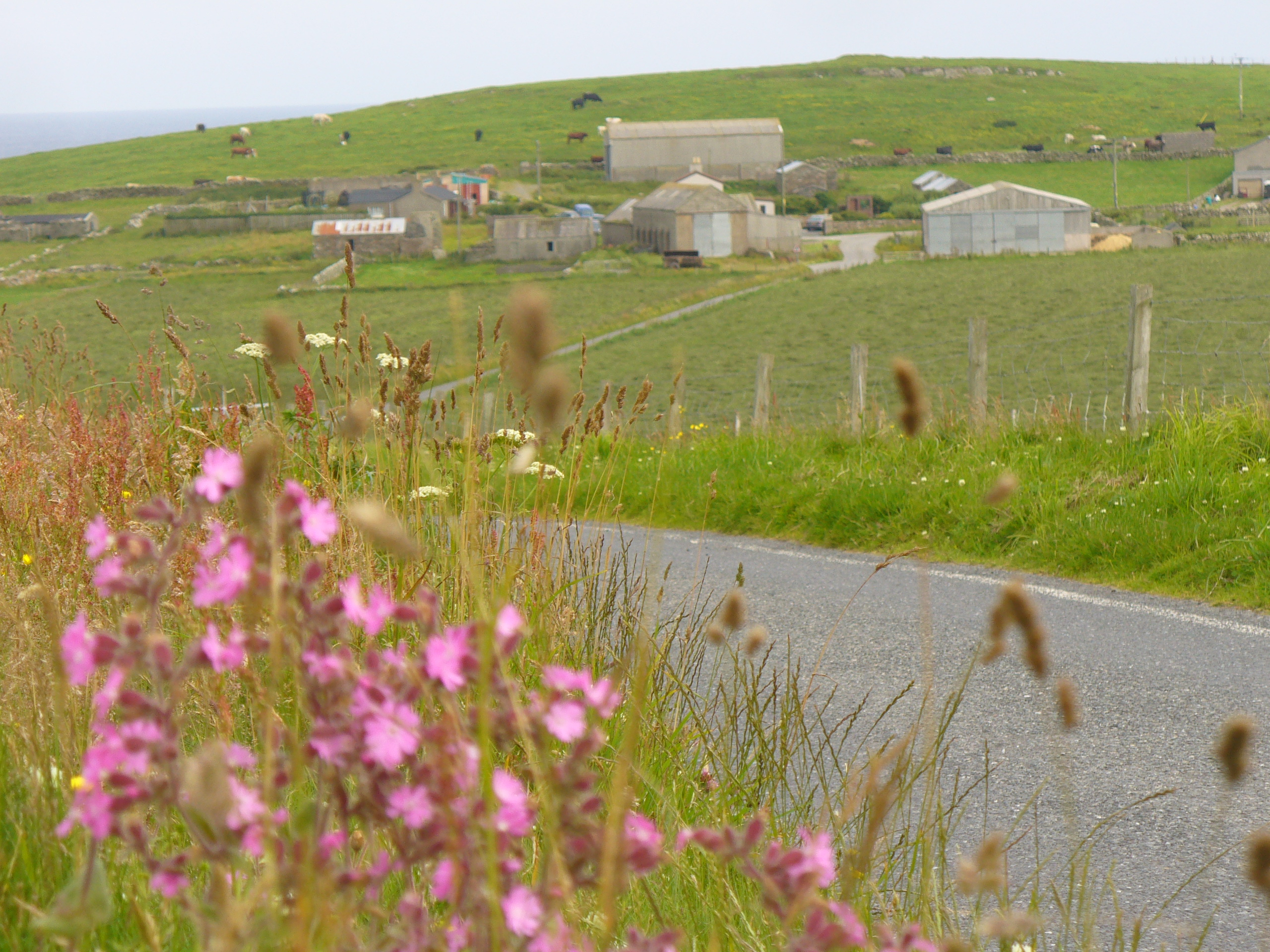
Blick auf North Town

North Town ist eine Ortschaft, die in Schottland im Süden der Shetlandinseln liegt.

## Geographie
North Town liegt im Süden von Mainland als nördlichster von drei Orten, die am nördlichen Ufer der Meeresbucht Pool of Virkie liegen. Die beiden anderen sind Exnaboe und Eastshore. Eine weitere Ortschaft in der Nähe ist Toab im Westen.

## Historisches
Im Rahmen der historischen Gliederung Schottlands in Civil Parishes zählt North Town zu Dunrossness.